# A.D.C. Ars et Labor Grottaglie
Associazione Dilettantistica Calcio Ars et Lab Grottaglie là một câu lạc bộ bóng đá Ý đến từ Grottaglie, Apulia.

## Lịch sử
Câu lạc bộ được thành lập vào năm 1962 và trong những năm tiếp theo xen kẽ giữa các giải vô địch Serie D, Eccellenza và Promozione.
Sau đó, vào năm 2000, đội bóng đã đạt được một dấu ấn khác cho Serie D trong những năm này, khi đội lọt vào trận chung kết Coppa Italia Serie D, thua Pievigina.
Vào năm 2006-07 Grottaglie lần đầu tiên trong lịch sử tham gia vòng play-off đủ điều kiện để thăng hạng, nhưng đội đã thua trận đầu tiên trước một đội khác từ Apulia, ASD Barletta. Mùa giải tiếp theo, đội đã tiến lên vị trí thứ 5 trong giải đấu, và một lần nữa đạt được danh hiệu cho vòng playoffs, mặc dù cuộc đua kết thúc ở vòng đầu tiên gặp ASD Barletta.
Vào cuối mùa giải 2008-2009, đội được xếp ở vị trí thứ 15 và phải tham dự một trận play-off trụ hạng trước Bitonto. Vào ngày 7 tháng 6 năm 2009, Grottaglie đã thua 1-0 trong trận đấu trên sân khách tại Bitonto, sau khi hòa 0-0 ở lượt đi, và chuyển xuống Eccellenza. Tuy nhiên, vào ngày 2 tháng 9 năm 2009, Grottaglie trở lại Serie D sau quyết định của Tòa án Trọng tài Thể thao Quốc gia để phân công lại các vị trí trong giải đấu. Trong mùa giải 2013-14 Grottaglie chơi Serie D Group H, và nó đã đứng ở vị trí thứ 16 nhưng đã giành chiến thắng trong trận play-off trụ hạng và do đó vẫn ở lại Serie D.

## Màu sắc và huy hiệu
Màu sắc của câu lạc bộ là màu trắng và màu xanh.